# شکست (ترانه)
«شکست» (به انگلیسی: Break) اولین تک‌آهنگ آلبوم زندگی الان شروع می‌شود اثر گروه کانادایی تری دیز گریس است که در ۱ سپتامبر ۲۰۰۹ منتشر شد. همچنین از تاریخ ۱ سپتامبر ۲۰۰۹ از ایستگاه‌های رادیویی راک پخش شد. این ترانه در آی تونز نیز موجود است.